# Estanislau Basora
Estanislao Basora Brunet (Barcelona, 18 november 1926 – Las Palmas de Gran Canaria, 16 maart 2012) was een Spaans voetballer. Hij is vooral bekend als aanvaller van FC Barcelona.

## Clubcarrière
Basora debuteerde in mei 1943 als profvoetballer bij CE Manresa en hij speelde van 1947 tot 1958 bij FC Barcelona. Begin jaren vijftig vormde Basora samen met César Rodríguez, Ladislao Kubala, Tomás Moreno en Eduardo Manchón een zeer doeltreffende aanvalslinie ook wel les Cinc Copes genoemd. Basora won uiteindelijk bij de Catalaanse club vijf landstitels (1948, 1949, 1952, 1953), vier keer de Copa de España (1951, 1952, 1953, 1957), tweemaal de Copa Latina (1949, 1951) en de Jaarbeursstedenbeker (1958).  

## Interlandcarrière
Basora speelde ook 22 interlands voor het Spaans nationaal elftal, waarin hij dertien doelpunten maakte. Hij debuteerde op 12 juni 1949 tegen Ierland. Basora nam met Spanje deel aan het WK 1950 in Brazilië. De Spanjaarden eindigden op de vierde plaats en Basora scoorde vijf keer. Zijn laatste interland was op 26 mei 1957 tegen Schotland.